# Tor Jerneman
Tor Gunnar Jerneman, född 3 januari 1894 i Stockholm, död 5 mars 1965 i Danderyd, var en svensk pedagog. Han var son till Albin Jerneman.
Jerneman avlade studentexamen vid Högre allmänna realläroverket å Norrmalm 1913 och blev samma år student vid Stockholms högskola och avlade 1914 en filosofie kandidatexamen i astronomi, mekanik och matematik där. Han blev 1914 extraordinarie tjänsteman i pensionsstyrelsen, 1917 amanuens och 1918 aktuarie vid samma myndighet. Jerneman kom att bli flitigt anlitad som föreläsare i pensionsfrågor särskilt inom Arbetarnas bildningsförbund och var en flitig medarbetare i Tidskrift för den svenska pensionsförsäkringen. Han utgav även en handbok om den svenska folkpensionen. 1929 blev han student vid Uppsala universitet och avlade 1931 en filosofie licentiat- och 1932 en filosofie doktorsexamen. Jerleman var 1935 sekreterare i kommittén angående tillströmningen till de intellektuella yrkena och blev 1934 extraordinarie byrådirektör i Socialstyrelsen. Han var 1943 expert i kommunalskatteberedningen, 1937–1939 sakkunnig i rikskommissionen för ekonomisk försvarsberedskap, expert i 1940 års sakkunniga för den högre tekniska undervisningen 1940–1944, ledamot av socialvårdskommissionen 1941–1951, tillförordnad byråchef i socialstyrelsen 1942 och chef för Arbetsmarknadsstyrelsens försäkringsbyrå 1947–1955.
Tor Jerneman är begravd på Danderyds kyrkogård.